# Скульптор (сузір'я)
Ску́льптор (лат. Sculptor) — сузір'я південної півкулі зоряного неба. Містить 55 зірок, видимих неозброєним оком. Найкращі умови для спостереження сузір'я тривають протягом листопаду — грудня.

## Історія
Запропоноване французьким астрономом Нікола Лакайлем 1756 року. Спочатку він назвав його Майстернею скульптора (лат. Apparatus Sculptoris), згодом назву було скорочено.

## Значимі об'єкти
У сузір'ї Скульптора лежить Південний полюс Галактики. Цей факт пояснює відсутність у Скульпторі яскравих зірок.
Найяскравіша зоря сузір'я — α Скульптора, змінна зоря типу SX Овна 4,31 m.
У сузір'ї розміщені також карликова галактика Скульптор (NGC 253), неправильна галактика NGC 55.
В сузір'ї Скульптора знаходиться галактика NGC 612, нещодавнє незвичайне зображення якої було здобуто у 2023 році космічним телескопом Габбл. Галактика належить до лінзоподібного типу S0-a і має низку цікавих особливостей, основна з них – діяльність в радіодіапазоні. 